# Piruanycha itaiuba
Piruanycha itaiuba là một loài bọ cánh cứng trong họ Cerambycidae.